# Nasen-Rachen-Gang
Der Nasen-Rachen-Gang (lateinisch Meatus nasopharyngeus) ist die Verbindung zwischen der Nasenhöhle (Cavum nasi) und dem Nasenrachen (Nasopharynx, Pars nasalis pharyngis). Der Nasen-Rachen-Gang beginnt unter der unteren Nasenmuschel, beim Menschen ein bis zwei Zentimeter vor der Apertura piriformis. Rückenseitig grenzt er an die hinteren Ränder aller drei Nasenmuscheln. Über ihn strömt im Zuge der Nasenatmung bei der Einatmung (Inspiration) die Atemluft in den Rachen, bei der Ausatmung (Exspiration) zurück in die Nase. Der Nasen-Rachen-Gang verengt sich gegenüber dem gemeinsamen Nasengang, so dass er funktionell wie eine Düse wirkt. Dadurch nimmt der Turbulenzgrad der Partikel in der Einatemluft ab und es entsteht eine mehr laminare Strömung.
Über den Nasen-Rachen-Gang können auch Magensonden oder Nasenschlundsonden vorgeschoben werden. Beim Lachen oder Husten können über ihn Flüssigkeiten aus der Mundhöhle in die Nase gelangen.